# Vicente López Veiga
Vicente López Veiga, nacido en Moeche, La Coruña en 1847 y fallecido en La Habana el 27 de septiembre de 1928, fue un empresario emigrado a Cuba, donde fundó la revista Galicia, la publicación más longeva de la emigración gallega en América.

## Trayectoria
López Veiga emigró a Cuba a la edad de 14 anos, el 31 de octubre de 1861, y entró a trabajar en un negocio de papelería y, posteriormente, en una acreditada imprenta de La Habana. Fue socio fundador del Centro Gallego de La Habana, de la Sociedad de Beneficencia de Naturales de Galicia, de la agrupación Ferrol y su Comarca y de la asociación iniciadora de la Real Academia Gallega. En 1876 se casó con Dolores Álvarez Romero. 
En 1902 fundó la revista Galicia, de la que fue director hasta finales de 1903, año en el que fue sustituido en su cargo por José Benito Cerdeira. En tal revista publicó diferentes colaboraciones bajo los pseudónimos de Pardo de Cela y Conde de Castelnovo.
En 1909 fundó la imprenta La Comercial en la que se publicó la revista Bohemia.